# Болдвін-Парк (Каліфорнія)
Болдвін-Парк (англ. Baldwin Park) — місто (англ. city) в США, в окрузі Лос-Анджелес штату Каліфорнія. Населення — 72 176 осіб (2020).

## Історія

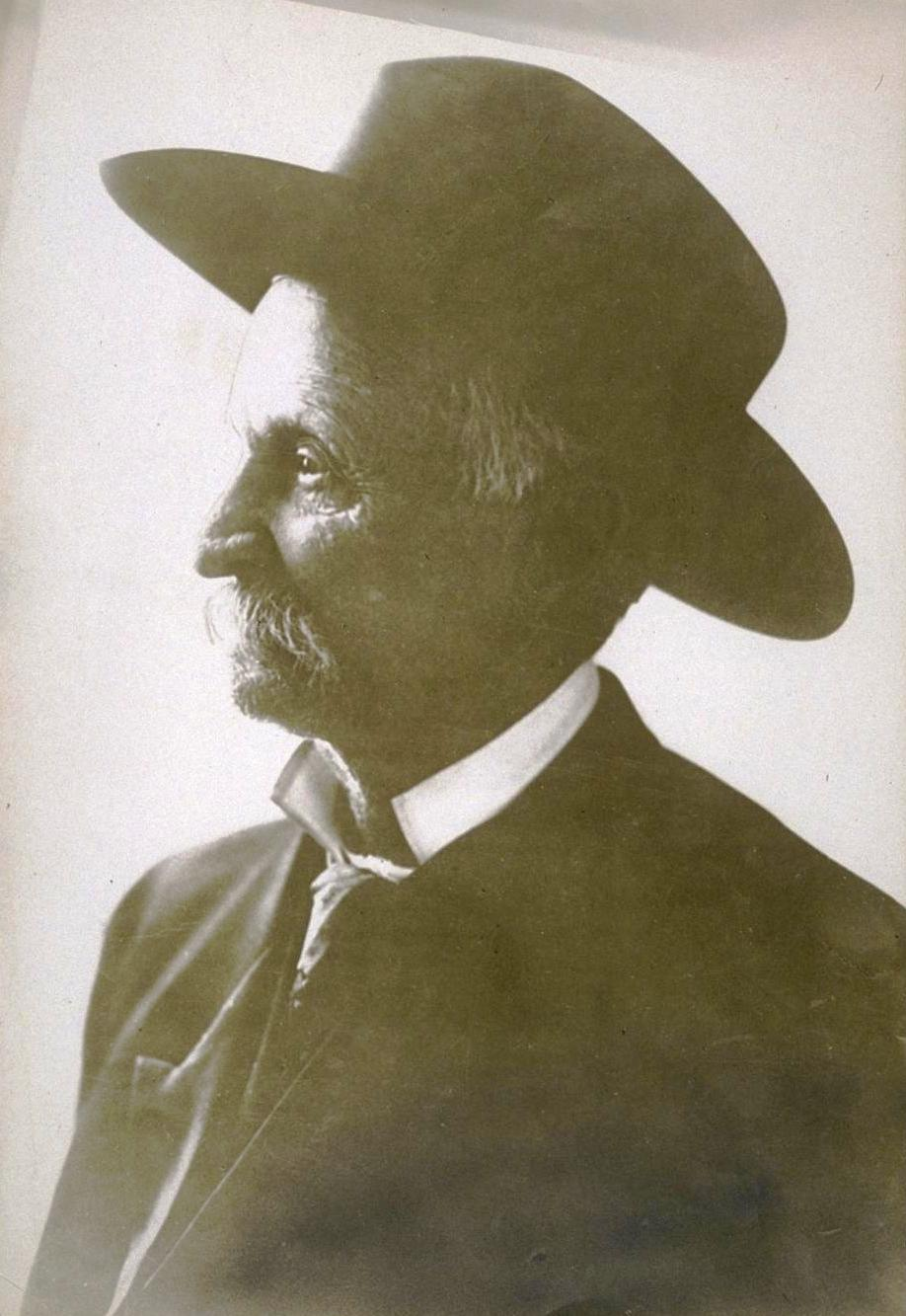
Еліас Джексон «Lucky» Болдвін — людина, ім'я якої носить місто Болдвін-парк

Спочатку на території нинішнього міста розташовувалися пасовища для худоби, а саме це місце називалося Вайнленд (1880). В 1906 році Вайнленд отримує назву Болдвін-Парк на честь Еліаса Джексона Болдвіна на прізвисько «Lucky». В 1956 році Болдвін-Парк отримує статус міста, ставши 47-м за рахунком включеним містом штату Каліфорнія.

## Географія
Болдвін-Парк розташований в долині Сан-Габріель за координатами 34°4′58″ пн. ш. 117°58′17″ зх. д. / 34.08278° пн. ш. 117.97139° зх. д. (34.082824, -117.971286).  Висота центру населеного пункту дорівнює 114 м над рівнем моря. За даними Бюро перепису населення США в 2010 році місто мало площу 17,57 км², з яких 17,17 км² — суходіл та 0,40 км² — водойми.

### Клімат
- В середньому, найспекотнішим місяцем для Болдвін-Парку є серпень[5].
- В середньому, найхолоднішим місяцем для Болдвін-Парку є грудень[5].
- Найвища температура (44.4 °C) була зафіксована в 1983 році[5].
- Найнижча температура (-6.1 °C) була зафіксована в 2003 році[5].
- Лютий, у середньому, є місяцем, під час якого випадає найбільше число опадів[5].

| Клімат : Болдвін-Парк   | Клімат : Болдвін-Парк | Клімат : Болдвін-Парк | Клімат : Болдвін-Парк | Клімат : Болдвін-Парк | Клімат : Болдвін-Парк | Клімат : Болдвін-Парк | Клімат : Болдвін-Парк | Клімат : Болдвін-Парк | Клімат : Болдвін-Парк | Клімат : Болдвін-Парк | Клімат : Болдвін-Парк | Клімат : Болдвін-Парк | Клімат : Болдвін-Парк |
| Показник                | Січ.                  | Лют.                  | Бер.                  | Квіт.                 | Трав.                 | Черв.                 | Лип.                  | Серп.                 | Вер.                  | Жовт.                 | Лист.                 | Груд.                 | Рік                   |
| Абсолютний максимум, °C | 34,4                  | 34,4                  | 38,3                  | 41,1                  | 41,1                  | 43,9                  | 42,2                  | 44,4                  | 44, 4                 | 42,2                  | 38,3                  | 35,5                  | 40,0                  |
| Середній максимум, °C   | 21,1                  | 21,7                  | 22,2                  | 25,0                  | 26,1                  | 28,9                  | 31,7                  | 32,2                  | 31,1                  | 28,3                  | 24,4                  | 21,7                  | 23, 9                 |
| Середній мінімум, °C    | 6,1                   | 7,2                   | 8,3                   | 10,0                  | 12,8                  | 15,0                  | 16,7                  | 17,2                  | 16,1                  | 12,8                  | 7,8                   | 5,6                   | 10,0                  |
| Абсолютний мінімум, °C  | −5,5                  | −6,1                  | −0,5                  | 1,1                   | 3,3                   | 6,1                   | 7,8                   | 10,0                  | 5,5                   | 0,5                   | −1,1                  | −4,4                  | 1,4                   |
| Норма опадів, мм        | 103.4                 | 118.4                 | 95.5                  | 25.7                  | 10.4                  | 4.1                   | 0.8                   | 2.5                   | 11.2                  | 14.5                  | 32.8                  | 52.3                  | 39.3                  |
| ----------------------- | --------------------- | --------------------- | --------------------- | --------------------- | --------------------- | --------------------- | --------------------- | --------------------- | --------------------- | --------------------- | --------------------- | --------------------- | --------------------- |
| Джерело: weather.com    |                       |                       |                       |                       |                       |                       |                       |                       |                       |                       |                       |                       |                       |

## Демографія
Згідно з переписом 2010 року, у місті мешкало 75 390 осіб у 17 189 домогосподарствах у складі 15 155 родин. Густота населення становила 4290 осіб/км².  Було 17736 помешкань (1009/км²).
Расовий склад населення:
| - 43,9 % — білих - 14,2 % — азіатів - 1,2 % — чорних або афроамериканців - 0,9 % — корінних американців - 0,1 % — вихідців з тихоокеанських островів - 35,9 % — осіб інших рас |

До двох чи більше рас належало 3,7 %. Частка іспаномовних становила 80,1 % від усіх жителів.
За віковим діапазоном населення розподілялося таким чином: 29,9 % — особи молодші 18 років, 62,1 % — особи у віці 18—64 років, 8,0 % — особи у віці 65 років та старші. Медіана віку мешканця становила 30,5 року. На 100 осіб жіночої статі у місті припадало 98,5 чоловіків;  на 100 жінок у віці від 18 років та старших — 96,0 чоловіків також старших 18 років.
Середній дохід на одне домашнє господарство  становив 62 076 доларів США (медіана — 51 742), а середній дохід на одну сім'ю — 63 713 долари (медіана — 53 009). Медіана доходів становила 34 232 долари для чоловіків та 27 471 долар для жінок. За межею бідності перебувало 16,7 % осіб, у тому числі 25,5 % дітей у віці до 18 років та 11,3 % осіб у віці 65 років та старших.
Цивільне працевлаштоване населення становило 32 481 осіб. Основні галузі зайнятості: виробництво — 16,4 %, освіта, охорона здоров'я та соціальна допомога — 16,4 %, роздрібна торгівля — 11,2 %, мистецтво, розваги та відпочинок — 10,3 %.

## Роботодавці
За даними міського фінансового звіту за 2009, найбільшу кількість робочих місць надають:
| #  | Employer               | # of Employees |
| -- | ---------------------- | -------------- |
| 1  | Kaiser Permanente      | 1,483          |
| 2  | United Parcel Service  | 1,099          |
| 3  | Wal-Mart               | 490            |
| 4  | The Home Depot         | 236            |
| 5  | Universal Plastic Mold | 168            |
| 6  | Target Corporation     | 165            |
| 7  | Vallarta Supermarkets  | 150            |
| 8  | Philips                | 149            |
| 9  | Helix Medical          | 144            |
| 10 | Touchdown Technologies | 130            |